# Vivarium
Vivarium er det latinske ord for en "dyregård". Vivariet er et aflukket sted, hvor man etablerer det nødvendige minimum af vilkår fra en udvalgt biotop. Det afhænger meget af de dyrearter, man ønsker at holde i vivariet, hvor nøjagtigt biotopen skal efterlignes.
Hvis der er tale om generalister som f.eks. kakerlakker, kan man nøjes med ilt, vand, varme og foder (samt bortskaffelse af madrester og afføring).
Hvis der derimod er tale om specialister som f.eks. en ciclideart fra Nyassasøen, må alle elementer af denne arts niche genskabes meget omhyggeligt.